# Mind Is the Magic
Mind Is the Magic è un brano del cantante statunitense Michael Jackson dedicato ai due illusionisti statunitensi di origine tedesca Siegfried & Roy, estratto dalla loro compilation Mind Is the Magic: Anthem for the Las Vegas Show e pubblicato come singolo, solo dopo la morte di Michael Jackson, in Germania e Francia nel 2010.

## Descrizione
La canzone venne scritta, composta e registrata da Jackson e Bryan Loren per lo Siegfried & Roy's Beyond Belief Show di Las Vegas. Il brano venne pubblicato inizialmente nel 1995 quando Michael Jackson diede i permessi a Siegfried & Roy di usarlo come brano per il loro album Dreams & Illusions.

### Genesi del brano
Jackson conobbe i due maghi da ragazzino nella seconda metà degli anni 70 quando, assieme ai suoi fratelli, i Jackson 5, si esibiva al MGM Grand di Las Vegas (allora chiamato Marina Hotel), stesso hotel in cui Siegfried & Roy tenevano il loro spettacolo. Negli anni il cantante divenne un loro grandissimo fan e amico e continuò ad assistere a vari loro spettacoli. La canzone nacque come forma di ringraziamento da parte di Jackson verso i due maghi; i due avevano infatti creato per lui alcune illusioni magiche del suo Bad World Tour (1987-1989), come quella in cui Jackson spariva alla fine della canzone Workin' Day and Night per poi riapparire da un'altra parte del palco all'inizio di Beat It, senza però chiedere soldi in cambio al cantante. Nel 1990 Tom Bahler, che aveva scritto per Jackson la canzone She's Out of My Life, era diventato direttore musicale dello show permanente dei due maghi al The Mirage di Las Vegas e fu in questo periodo che Jackson lo contattò per donare questa canzone ai maghi per ringraziarli. I due illusionisti l'adorarono e chiesero a Bahler di aggiungerla come pezzo d'apertura per il loro spettacolo.

## Tracce
Maxi Singolo
1. Mind Is the Magic (Versione del The Siegfried & Roy Show) – 6:14
2. Mind Is the Magic (The Original Remix) – 3:30
3. Mind Is the Magic (Falko Niestolik Remix) – 7:19
4. Mind Is the Magic (Falko Niestolik Radio Edit) – 3:56

## Classifiche
| Paese   | Posizione massima |
| ------- | ----------------- |
| Francia | 80                |